# Columbus Riverdragons 2001-2002
La stagione 2001-02 dei Columbus Riverdragons fu la 1ª nella NBA D-League per la franchigia.
I Columbus Riverdragons arrivarono terzi nella NBA D-League con un record di 31-25. Nei play-off persero la semifinale con i Greenville Groove (2-1).

## Roster
| N° | Naz.                       | Ruolo | Sportivo         | Anno | Alt. | Peso |
| -- | -------------------------- | ----- | ---------------- | ---- | ---- | ---- |
| 00 | Stati Uniti (bandiera)     | G     | Chris Garner     | 1975 | 178  | 71   |
| 2  | Suriname (bandiera)        | C     | Rineo Vlijter    |      | 208  | 96   |
| 4  | Nigeria (bandiera)         | AC    | Gabe Muoneke     | 1978 | 201  | 113  |
| 5  | Stati Uniti (bandiera)     | G     | Stais Boseman    | 1975 | 193  | 91   |
| 7  | Stati Uniti (bandiera)     | C     | Kareem Poole     | 1975 | 216  | 112  |
| 8  | Stati Uniti (bandiera)     | A     | Tang Hamilton    | 1978 | 203  | 100  |
| 11 | Stati Uniti (bandiera)     | G     | Saul Smith       | 1979 | 188  | 79   |
| 13 | Bahamas (bandiera)         | C     | Livan Pyfrom     | 1978 | 211  | 109  |
| 15 | Stati Uniti (bandiera)     | AC    | Sean Daugherty   | 1975 | 211  | 107  |
| 20 | Stati Uniti (bandiera)     | G     | Ray Tutt         | 1975 | 193  | 93   |
| 21 | Stati Uniti (bandiera)     | G     | Jeremy Veal      | 1976 | 191  | 84   |
| 24 | Stati Uniti (bandiera)     | A     | Nate Johnson     | 1977 | 198  | 98   |
| 25 | Stati Uniti (bandiera)     | AC    | Johnny Phillips  | 1979 | 206  | 113  |
| 30 | Stati Uniti (bandiera)     | A     | John Jackson     | 1974 | 203  | 98   |
| 34 | Stati Uniti (bandiera)     | A     | Chris Crosby     | 1978 | 203  | 103  |
| 42 | Stati Uniti (bandiera)     | A     | Tremaine Fowlkes | 1976 | 203  | 100  |
| 42 | Rep. Dominicana (bandiera) | A     | John Strickland  | 1972 | 203  | 118  |
|    | Stati Uniti (bandiera)     | A     | George Reese     | 1977 | 201  | 106  |
|    | Stati Uniti (bandiera)     | C     | Sah-u-Ra Brown   | 1979 | 211  | 100  |
|    | Stati Uniti (bandiera)     | GA    | Harold Arceneaux | 1977 | 198  | 98   |
|    | Stati Uniti (bandiera)     | G     | Tes Whitlock     | 1972 | 191  | 91   |

## Staff tecnico
- Allenatore: Jeff Malone
- Vice-allenatore: Robert Werdann